# Perfect Life
"Perfect Life" er en sang fremført af Levina som deltog i Eurovision Song Contest 2017. Sangen opnåede en 25. plads.

## Eksterne kilder og henvisninger
| Musik | Spire Denne musikartikel er en spire som bør udbygges. Du er velkommen til at hjælpe Wikipedia ved at udvide den. |